# Symeon z Emesy
Svatý Symeon z Emesy (asi 1. polovina 6. století snad Edessa nebo Egypt  – kolem 550 / 590 Emesa) byl syrský byzantský mnich a asketa, první známý z tzv. bláznů pro Krista (jurodiví, starořecky saloi). Téměř tři desítky let žil na poušti a později v okolí Emesy. Svým chováním pohoršoval běžné obyvatele, ale podle legend vykonal několik zázraků a dokázal předvídat budoucnost. Jeho životopisnou legendu napsal Leontios z Neapole, šlo o populární literární dílo, které bylo přeloženo do nejvýznamnějších jazyků tehdejšího křesťanského Východu včetně církevní slovanštiny. Katolickou i pravoslavnou církví je uctíván jako svatý, jeho svátek na Východě připadá na 21. července, Římské martyrologium ho připomíná 1. července.

## Život
Informace o Symeonově životě pocházejí zejména z díla Život od Leontie z Neapole. Není proto známo, odkud přesně pocházel, ani přesné období, ve kterém žil. Podle Života žil ve druhé polovině 6. století za vlády byzantského císaře Maurikia. Evagrios Scholastikos jej datuje již do období vlády císaře Justiniána I. V mládí spolu s přítelem Janem odešel na pouť do Palestiny, kde se stal mnichem v klášteře Gerasimo. Devětadvacet let prý žil asketickým životem v poušti nedaleko Mrtvého moře (jiné zdroje hovoří o moři Rudém). Potom odešel do Emesy (dnešní Homs), kde začal žít neobvyklým a nekonformním způsobem. Pod rouškou bláznovství odmítal tradiční hodnoty antické polis. Údajně vláčel po ulicích mrtvého psa nalezeného na hnojišti a měl dokonce přerušit bohoslužby házením ořechů a zhasínáním svíček. Kromě toho však konal i zázraky. Napodoboval chování Krista, bojoval proti ďáblu a údajně i odvrátil zemětřesení a předvídal budoucnost.